# Direitos humanos na China
Os direitos humanos na China são um tema altamente contestado, e são revistos periodicamente pelo Comitê de Direitos Humanos das Nações Unidas (UNHRC), sobre o qual o governo da República Popular da China e vários governos estrangeiros e organizações de direitos humanos discordaram com frequência. As autoridades da República Popular da China, seus apoiantes e outros proponentes afirmam que as políticas existentes e as medidas de fiscalização são suficientes para a proteção contra os abusos dos direitos humanos. Pelo contrário, outros países, e suas autoridades (como o Departamento de Estado dos Estados Unidos, o Ministério de Relações Exteriores do Canadá, entre outros), organizações não-governamentais (ONGs), tais como a Direitos Humanos na China (HRIC, baseada em Nova Iorque) e a Anistia Internacional, e cidadãos, advogados e dissidentes dentro do país, afirmam que as autoridades na China continental sancionam ou organizam regularmente tais abusos.
ONGs como a Anistia Internacional e a Human Rights Watch, bem como instituições governamentais estrangeiras, como o Departamento de Estado dos Estados Unidos, apresentam regularmente evidências de que a República da China viola as liberdades de expressão, movimento e religião de seus cidadãos e de outras pessoas de sua jurisdição. As autoridades da República Popular da China afirmam definir os direitos humanos de maneira diferente, de modo a incluir os direitos econômicos e sociais, bem como os direitos políticos, tudo em relação à "cultura nacional" e ao nível de desenvolvimento do país. As autoridades da República Popular da China, referindo-se a essa definição, afirmam que os direitos humanos estão sendo melhorados.
De acordo com o relatório da Anistia Internacional de 2016/2017, o governo continuou a redigir e promulgar uma série de novas leis de segurança nacional que apresentavam sérias ameaças à proteção dos direitos humanos. A repressão nacional contra advogados e ativistas de direitos humanos continuou durante todo o ano. Ativistas e defensores dos direitos humanos continuaram a ser sistematicamente submetidos a monitoramento, assédio, intimidação, prisão e detenção. O relatório continua afirmando que a polícia deteve números crescentes de defensores dos direitos humanos fora dos centros de detenção formais, às vezes sem acesso a advogado por longos períodos, expondo os detentos ao risco de tortura e outros maus-tratos. Livreiros, editores, ativistas e um jornalista desaparecidos nos países vizinhos em 2015 e 2016 compareceram à detenção na China, causando preocupações sobre as agências de aplicação da lei da China que atuam fora de sua jurisdição.
O governo chinês responde às críticas afirmando que a noção de direitos humanos deve levar em conta o atual nível de desenvolvimento econômico e a situação geopolítica, além de se concentrar mais sobre os direitos do povo à subsistência e desenvolvimento. O aumento da alfabetização, da expectativa de vida e do padrão de vida dos chineses médios nas últimas três décadas é visto pelo governo como um progresso tangível em matéria de direitos humanos. Os esforços na última década para combater desastres naturais, como as constantes enchentes do rio Yangtzé e acidentes de trabalho também são retratados pelo governo como um progresso em matéria de direitos humanos para um país em desenvolvimento.

## Repressão
Desde as reformas legais dos finais dos anos 70 e 80, o Partido Comunista Chinês tem vindo oficialmente a adoptar a linguagem do Estado de direito e a estabelecer um sistema judicial moderno. No processo, promulgou milhares de novas leis e regulamentos, e começou a formar mais profissionais do direito, que em seguida reprime. O conceito de "Estado de direito" foi enfatizado na constituição, e o partido no poder empreendeu campanhas para promover a ideia de que os cidadãos têm protecção ao abrigo da lei.

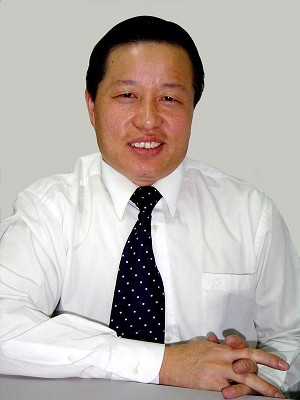
O advogado Gao Zhisheng sujeito a desaparecimento forçado. Nenhuma informação sobre o seu paradeiro é conhecida desde Agosto de 2017.

Ao mesmo tempo, porém, existe uma contradição fundamental na própria constituição, na qual o Partido Comunista insiste que a sua autoridade se sobrepõe à da lei. Os advogados chineses continuam a enfrentar enormes obstáculos na defesa dos cidadãos cujos direitos foram violados e dos suspeitos de crimes comuns. Os advogados enfrentam frequentemente violência, intimidação, ameaças, vigilância, assédio, detenção arbitrária, acusação e suspensão ou expulsão da ordem pública por exercerem a sua profissão. Os advogados são frequentemente incapazes de procurar reparação por estas ameaças e ataques, uma vez que as autoridades responsáveis pela aplicação da lei se recusam a investigar os abusos.
A Constituição da República Popular da China (RPC) afirma que os "direitos fundamentais" dos cidadãos incluem a liberdade de expressão, a liberdade de imprensa, o direito a um julgamento justo e à liberdade de religião, o sufrágio universal e os direitos de propriedade. No entanto, estas disposições não conferem aos chineses proteção significativa, na prática, contra procedimentos penais ou extrajudiciais do Estado. O artigo primeiro da Constituição esclarece: "O sistema socialista é o sistema básico da República Popular da china. É proibida a sabotagem do sistema socialista por qualquer organização ou indivíduo."
A República Popular da China é classificada pela Freedom House como "não livre". A Human Rights Watch aponta-lhe graves e constantes violações dos direitos humanos. A Amnistia Internacional aponta também numerosas violações desses direitos. Apesar do seu histórico controverso, a China faz parte, desde Outubro de 2010, do Conselho de Direitos Humanos das Nações Unidas, a par do Paquistão, Cuba e a Federação Russa.
Para o governo chinês, os direitos humanos na China só fazem sentido se desenvolvidos de acordo com  as "características chinesas", uma frase chave constantemente repetida na propaganda governamental. Assim, existe um desenvolvimento político com  "características chinesas", um sistema partidário com "características chinesas", um sistema judicial com "características chinesas" e assim por diante.
A Fevereiro de 2021, o ministro dos Negócios Estrangeiros da China, Wang Yi, discursando no Conselho de Direitos Humanos das Nações Unidas, defendeu as suas visões de direitos humanos, com a prosperidade económica e a segurança no topo das prioridades. O porta-voz do ministério, Wang Wenbin, esclareceu nesse mesmo dia: a China quer que o Conselho "rejeite a interferência nos assuntos internos de outros países e dois pesos e duas medidas sob o pretexto dos direitos humanos". Ainda de acordo com Wang Wenbin, a repetida reeleição da China para o Conselho comprova o reconhecimento, pela comunidade internacional, da causa dos direitos humanos da China. A formulaçao chinesa é atrativa para um grande número de países - em especial outros governos de inclinação autoritária. A credibilidade daquele organismo das Nações Unidas tem sido bastante abalada após terem sido eleitos para o Conselho alguns dos países do mundo mais desrespeitadores dos direitos humanos, incluindo a Russia. Na análise da jornalista Shannon Tiezzi, a China tenta refazer o próprio conceito de direitos humanos para melhor se adequar ao Partido Comunista Chinês, o que levanta a questão de como o Conselho irá funcionar no futuro. Irá adoptar gradualmente a nova definição de direitos humanos da China?

### Liberdades políticas
O governo chinês é intolerante em relação a pontos de vista dissidentes. Ativistas são regularmente detidos e encarcerados, muitas vezes por longos períodos de tempo e sem julgamento. A tortura e trabalhos forçados são comuns. A liberdade de reunião e associação é muito limitada. 

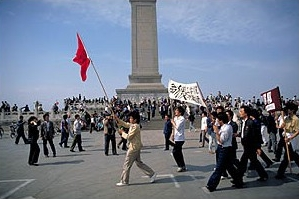
2 de Junho de 1989: protestos na Praça Tiananmen. Na Wikimedia Commons, a foto é acompanhada por um "aviso legal" em língua chinesa: "Esta imagem é uma representação escandalosa do comunismo e do governo chinês. Esta imagem é proibida na China Continental porque viola as leis relevantes (...)"

 Os mais recentes movimentos de massas a favor da liberdade política foram sangrentamente reprimidos; durante o massacre de Tiananmen em 1989, as estimativas do número de mortos variaram entre duzentos e dez mil, consoante as fontes indicadas.

#### Eleições na China rural
No sistema eleitoral chinês  os congressos populares locais são diretamente eleitos, e todos os níveis de congressos populares, desde os níveis superiores aos nacionais, são depois indirectamente eleitos pelos congressos populares de nível inferior. O Presidente da China e o Conselho de Estado são eleitos pelo Congresso Nacional do Povo.
Na China existem também outros partidos políticos autorizados, em número de oito, conhecidos como "partidos democráticos", que porém não são nem partidos exteriores ao poder nem partidos da oposição.
Contudo, a partir de 1979, já aldeões em Guang Xi tinham criado uma organização de aldeia autónoma e realizado eleições, que foram formalmente introduzidas em 1987 com a promulgação da Lei Orgânica Provisória de Comitês de Aldeias. As cerca de 650 mil aldeias na China (em 2004) tinham um tamanho médio de 380 famílias aproximadamente. Cada aldeia possui habitualmente uma filial do PCC, um Comité de Aldeia e uma Assembleia de Representantes da Vila. As três organizações constituem geralmente a estrutura do poder político da aldeia. Idealmente, o comité da aldeia deveria ter poder administrativo, com a assembleia dos representantes da aldeia a exercer poderes legislativos e de supervisão. Por lei, a filial do partido constitui o coração da estrutura de poder da aldeia, e é aceite na maior parte das aldeias que o líder é o secretário do partido e não o chefe eleito da aldeia.
De acordo com o Artigo 111 da Constituição da República Popular da China (1982), o comité da aldeia é constituído como uma organização popular de base autónoma e os seus membros devem ser eleitos através de eleições regulares e justas. O comité da aldeia é responsável pela gestão dos assuntos da aldeia.
Tais experiências de democracia direta tiveram resultados díspares. Vários problemas surgiram, incluindo a corrupção eleitoral, a intensificação das lutas  entre clãs, o fracasso em completar as eleições, a eleição de criminosos ou líderes de curta visão, o domínio de figuras autoritárias sobre os cidadãos  através do clientelismo, a distribuição injusta da propriedade colectiva em favor dos ricos, e a exclusão das mulheres. Os detentores do poder perseguem os seus próprios objetivos; além disso, não houve até agora extensão das eleições para além das aldeias.
Mas, aponta Baogang He, há casos de democracia estabelecida, envolvendo um grande avanço em termos de eleições justas e livres, com chefes de aldeia eleitos controlando os assuntos da aldeia, e secretários do partido sendo eleitos por todos os aldeões,  ou pelos membros do partido. Os chefes de aldeia seguem regras democráticas e aprendem a utilizar meios democráticos para resolver problemas sociais cada vez mais frequentemente.  Existe uma cidadania activa e uma ampla participação no processo político, embora não se possa considerar democracia plena, porque ainda está enraizada em estruturas autoritárias.

### Direitos de camponeses
Com a reforma econômica chinesa, dezenas de milhões de trabalhadores rurais do país que se mudaram para as grandes cidades foram tratados como pessoas de segunda classe por um sistema obsoleto de registro domésticos, chamado hukou, que controla os benefícios governamentais.
O sistema de direitos de propriedade é fraco e ocorrem desapropriações abusivas de terras de camponeses. Em 2003/2004, um agricultor médio tinha de pagar três vezes mais impostos, embora o seu rendimento tenha sido de apenas um sexto do de um morador urbano médio. Desde então, uma série de impostos rurais têm sido reduzidos ou suprimidos e outros serviços sociais prestados às populações rurais.

### Censura
A censura do discurso político e da informação, inclusive na internet, é aberta e usada rotineiramente para silenciar as críticas ao governo e ao Partido Comunista Chinês. Em 2020, a organização Repórteres sem Fronteiras classificou a China na 177ª posição (entre 180 estados) em seu relatório anual do "Índice de Liberdade de Imprensa".
O governo reprime as manifestações de organizações e crenças que considera uma potencial ameaça para o controle da "estabilidade social", como foi o caso do Protesto na Praça da Paz Celestial em 1989. O Partido Comunista tem tido pouco sucesso em controlar a informação: um poderoso sistema de controle de mídia enfrenta o avanço muito forte do mercado e de cidadãos cada vez mais educados, além de mudanças culturais que estão tornando o país mais aberto, especialmente em relação a questões ambientais.
Embora a constituição de 1982 garanta liberdade de expressão, o governo chinês frequentemente usa as cláusulas de "subversão do poder do Estado " e "proteção dos segredos de Estado em seu sistema jurídico para prender aqueles que criticam o governo. Outro crime usado para prender críticos é denominado "brigar e provocar problemas". Durante os Jogos Olímpicos de 2008, o governo prometeu emitir licenças autorizando as pessoas a protestar em "parques de protesto" especificamente designados em Pequim. No entanto, a maioria dos pedidos foi retira da, suspensa ou vetada, e a polícia deteve algumas das pessoas que se inscreveram.
As referências a certos eventos polêmicos e movimentos políticos, bem como o acesso a páginas da web consideradas pelas autoridades do governo chinês como "perigosas" ou "ameaçadoras à segurança do Estado", são bloqueadas na Internet na China. O conteúdo contestado ou crítico às autoridades da China está ausente de muitas publicações e está sujeito ao controle do Partido Comunista chinês na China continental. As leis da República Popular da China proíbem a defesa da separação de qualquer parte de seu território reivindicado da China continental, ou a contestação pública do domínio do Partido Comunista Chinês obre o governo da China. Um protesto não autorizado durante as Olimpíadas por sete ativistas estrangeiros no Museu das Nacionalidades da China, protestando por um Tibete livre e bloqueando a entrada, foi liberado, mas os manifestantes foram deportados.
Mecanismos de busca estrangeiros na Internet, incluindo Microsoft Bing, Yahoo! e o Google China foram criticados por auxiliar essas práticas. O Yahoo!, em particular, afirmou que não protegerá a privacidade e a confidencialidade de seus clientes chineses das autoridades. Em 2005, depois do Yahoo! A China forneceu seus e-mails pessoais e endereços de IP ao governo chinês. O repórter Shi Tao foi condenado a dez anos de prisão por divulgar um documento interno do Partido Comunista a um site de democracia chinesa no exterior. O presidente do Skype, Josh Silverman, disse que era "conhecimento comum" que se "estabeleceram procedimentos para bloquear mensagens instantâneas contendo certas palavras consideradas ofensivas pelas autoridades chinesas". Em junho de 2020, a União Europeia exigiu a libertação imediata de Yu Wensheng, que depois de dois anos detido, foi condenado sob a acusação de “incitar a subversão do poder do Estado”, por ter escrito uma carta aberta exigindo reformas constitucionais.  O blogueiro chinês e ativista de direitos humanos Wu Gan foi condenado a 8 anos de prisão em dezembro de 2017.
Em 24 de julho de 2020, o Partido Comunista Chinês expulsou um magnata da propriedade honesto e influente, Ren Zhiqiang, que denunciou o líder autoritário do país, o secretário-geral do PCC, Xi Jinping. Ele desapareceu em março após criticar Xi, e posteriormente seu caso foi encaminhado ao sistema judiciário para investigação criminal. Em 29 de julho de 2020, o governo chinês começou a aplicar a nova Lei de Segurança Nacional para suprimir o discurso pacífico, restringir a liberdade acadêmica e gerar um efeito inibidor sobre as liberdades fundamentais em Hong Kong. Em 11 de agosto de 2020, a Human Rights Watch exigiu que as autoridades chinesas, com base na lei de segurança, libertassem imediatamente os 10 apoiadores e ativistas da democracia presos em 10 de agosto e retirassem todas as vagas acusações de “segurança nacional” impostas a eles. Em junho de 2020, Cai Xia, um professor aposentado da Escola Central do Partido, criticou Xi Jinping, o secretário-geral do PCC, o chamou de "chefe da máfia" e o Partido Comunista de "zumbi político". Em um áudio de 20 minutos em sites de redes sociais, ela disse que todos são escravos de Xi e que não há direitos humanos e estado de direito. Ela sugeriu que Xi se aposentasse. Em 17 de agosto de 2020, Cai Xia foi expulsa da Escola Central do Partido do Partido Comunista e sua aposentadoria foi cancelada.

#### Censura Durante a Pandemia Covid-19
Durante a crise do Coronavírus de 2020, a China supostamente suprimiu a notícia do vírus e também tentou minimizar e subestimar as mortes. Há relatos de detenções, agressões, torturas e desaparecimentos de denunciantes, incluindo ativistas, médicos, advogados, estudantes e empresários que criaram e enviaram vídeos de hospitais sobrecarregados e alto número de mortes. A jornalista independente Zhang Zhan foi sentenciada a quatro anos de prisão por "provocar brigas e causar problemas", uma acusação que recebeu depois de voar para Wuhan após o surto de COVID-19 para compartilhar suas descobertas com outras pessoas.
Alguns desses denunciantes foram: (a) Li Werlang, um médico chinês que trabalhava no Hospital Central de Wuhan e emitiu avisos de emergência para outros hospitais e médicos sobre a nova doença. Ele foi preso e acusado de "fazer comentários falsos" que "perturbaram gravemente a ordem social"; (b) Fang Bin, um empresário chinês, jornalista cidadão e denunciante que transmitiu imagens de Wuhan durante a crise do Coronavírus. Ele está desaparecido desde 9 de fevereiro de 2020. (c) Chen Qiushi, um advogado, ativista e jornalista cidadão chinês que cobriu os protestos de 2019-20 em Hong Kong e a pandemia COVID-19 e está desaparecido desde 6 de fevereiro de 2020. (d) Li Zehua, um jornalista cidadão chinês, rapper e YouTuber que estava tentando localizar o advogado e jornalista cidadão desaparecido ChenQiushi. Ele está desaparecido desde 26 de fevereiro de 2020. (e) Chen Mei e Cai Wei, ativistas que compartilhavam artigos censurados sobre o surto de coronavírus em um arquivo online, não podiam ser contatados desde 19 de abril de 2020; (f) A Dra. Li-Meng Yan, uma virologista e denunciante de Hong Kong, teve que fugir para os Estados Unidos, depois que encontrou um acobertamento em grande escala da pandemia pelas autoridades chinesas. Ela disse que se contasse sua história sobre o encobrimento na China, "desaparecerá e será morta".

### Prisões, execuções e desaparecimentos
Segundo a Amnistia Internacional, a  China executa mais pessoas do que qualquer outro país no mundo, muito embora o número de execuções seja um segredo de estado. O país tem a segunda maior população carcerária do planeta (atrás apenas dos Estados Unidos), com 1 701 344 presos em todo o território chinês.
Vários governos estrangeiros e ONGs rotineiramente criticam a RPC, alegando violações generalizadas dos direitos civis, incluindo a utilização sistemática de detenção de ativistas políticos prolongada sem julgamento justo, confissões forçadas, tortura, maus-tratos de prisioneiros, além de restrições à liberdade de expressão, de reunião, associação, de religião e aos direitos trabalhistas.
Sob a designação de "Vigilância Residencial num Local Designado" as autoridades da República Popular da China detêm  indivíduos acusados de pôr em perigo a segurança do Estado. A detenção é normalmente realizada em instalações especiais geridas pelos Departamentos de Segurança Pública ou Estatal da China, muitas vezes eufemisticamente chamadas de  "centros de formação", ou mesmo em hotéis que foram convertidos em prisões negras, ou seja centros de detenção ilegal. As leis que regulam estas prisões contêm excepções que permitem ao Estado não informar os familiares dos detidos sobre o seu encarceramento, negando ao mesmo tempo o acesso dos detidos a um advogado. À primeira vista, a medida parecia ser uma forma mais suave de detenção, como a prisão domiciliária; mas na prática a medida permite o que um jornalista chama "o desaparecimento" de suspeitos em detenção secreta".
A medida tem sido grandemente utilizada desde 2015 contra advogados de direitos humanos, praticantes de Falun Gong e dezenas de outros acusados de crimes políticos, incluindo estrangeiros.

### Colheita de orgãos de prisioneiros e dissidentes

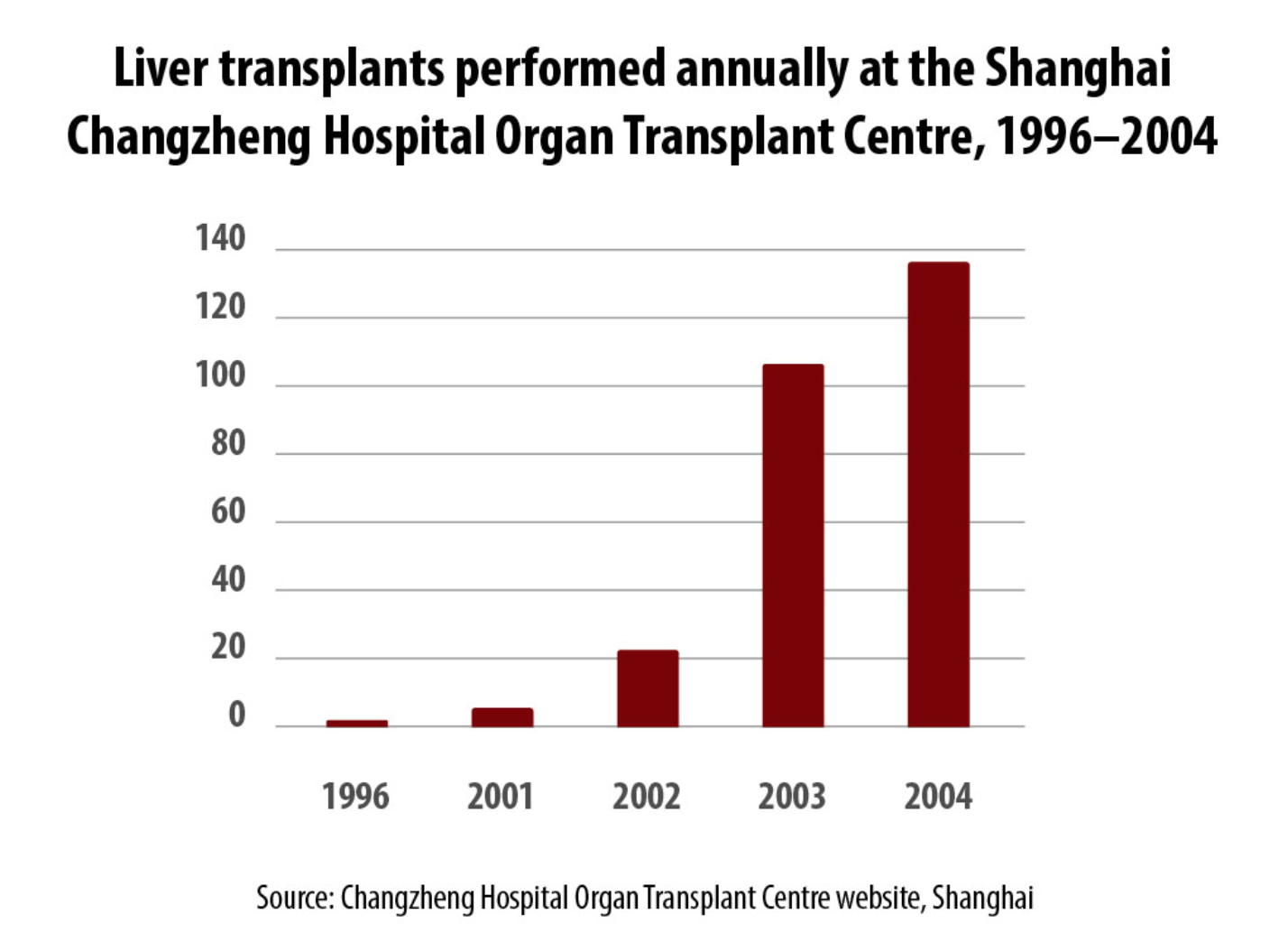
Transplantes anuais de fígado realizados no Centro de Transplante de Órgãos do Hospital Changzheng de Shangai, de 1996 a 2004

Em 2006 surgiram alegações de que os órgãos vitais dos praticantes de Falun Gong lhes  tinham sido retirados sem consentimento para abastecer a indústria de turismo de órgãos da China. Em 2008, dois relatores especiais das Nações Unidas reiteraram os seus pedidos para que "o governo chinês explicasse cabalmente a alegação de retirada de órgãos vitais dos praticantes de Falun Gong e a fonte de órgãos para o súbito aumento de transplantes de órgãos que se tem verificado na China desde o ano 2000".
Em 22 de Junho de 2016, o ex-Secretário de Estado canadiano e Procurador David Kilgour, juntamente com o advogado de direitos humanos David Matas e o analista e jornalista Ethan Gutmann, publicaram o relatório de investigação conjunta Bloody Harvest / The Slaughter - An Update (Colheita Sangrenta/O Abate - Uma Actualização). O relatório de 680 páginas é uma análise forense de mais de 2300 documentos chineses e informações de websites. De acordo com o relatório, entre 60.000 e 100.000 transplantes de órgãos tiveram lugar em 712 centros de transplante de fígado e rins em toda a China entre 2000 e 2016, de modo que até à data foram realizados aproximadamente 1,5 milhões de transplantes de órgãos, sem que a China tivesse um sistema de doação de órgãos funcional.
A conclusão final do relatório de Kilgour, Matas e Gutmann é que o  Partido Comunista Chinês envolveu o próprio Estado no assassinato em massa de inocentes, principalmente praticantes do Falun Gong, mas também muçulmanos Uyghurs, tibetanos, e cristãos, a fim de obter órgãos para transplantes.  O relatório anota que existe uma substancial discrepância entre o número de transplantes e o número das suas fontes que o Governo da China tem identificado : prisioneiros condenados à morte e dadores voluntários.

### Perseguição religiosa

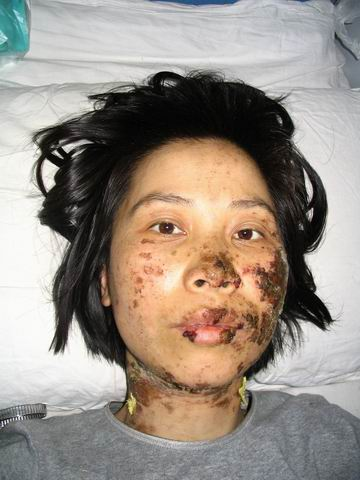
Os guardas do Campo de Trabalho Longshan, na cidade de Shenyang, torturaram a praticante de Falun Gong Gao Rongrong, de 36 anos, com bastões eléctricos durante horas. Segundo a Amnistia Internacional, Gao Rongrong morreu sob custódia policial em 16 de Junho de 2005.

#### Cristianismo
O governo da RPC tenta manter um controlo apertado sobre todas as religiões, pelo que as únicas Igrejas cristãs legais (Three-Self Patriotic Movement e Chinese Patriotic Catholic Association) são as que estão sob o controlo do Partido Comunista da China. As Igrejas que não são controladas pelo governo são encerradas, e os seus membros são presos. Gong Shengliang, chefe da Igreja do Sul da China, foi condenado à morte em 2001; a sentença foi comutada para uma pena de prisão. A Amnistia Internacional relata que foi torturado. Segundo um grupo cristão, em 2004 cerca de 300 cristãos apanhados a frequentar igrejas não registadas estavam presos.
Em 11 de Maio de 2022, o cardeal Joseph Zen foi preso pelas autoridades chinesas por "conluio com forças estrangeiras" e, mais tarde, liberto sob fiança.

#### Falun Gong
A 20 de Julho de 1999, o Partido Comunista iniciou uma campanha de repressão e propaganda a nível nacional destinada a erradicar a prática do Falun Gong, e em Outubro de 1999 declarou o movimento espiritual  uma "organização herege" que ameaçava a estabilidade social. Os praticantes de Falun Gong na China estão alegadamente sujeitos a uma vasta gama de abusos dos direitos humanos: estima-se que centenas de milhares tenham sido presos extrajudicialmente, e os praticantes detidos estão sujeitos a trabalhos forçados, abuso psiquiátrico, tortura, e outros métodos coercivos de reforma do pensamento às mãos das autoridades chinesas. A partir de 2009, grupos de direitos humanos estimaram que pelo menos 2.000 praticantes de Falun Gong tinham morrido em resultado de abusos sob custódia. Um escritor estima que dezenas de milhares podem ter sido mortos para abastecer a indústria de transplante de órgãos da China.

#### Budismo Tibetano
O Dalai Lama é uma figura altamente influente no budismo tibetano, que tradicionalmente viveu no Tibete. Gedhun Choekyi Nyima, juntamente com a sua família, foi levado sob custódia pelo governo chinês pouco depois de ter sido identificado como o 11º Panchen Lama pelo 14º (e actual) Dalai Lama, Tenzin Gyatso. No seu lugar, o governo chinês nomeou Gyaincain Norbu para agir como o Panchen Lama, embora Norbu não seja reconhecido como o Panchen Lama no Tibete ou noutros lugares além da China. Nyima não tem sido visto em público desde que foi levado sob custódia, embora o governo chinês afirme que ele está vivo e bem, mas que "não deseja ser perturbado".
Por causa do controle governamental chinês sobre a área tibetana, o atual Dalai Lama reside em Dharamshala, Himachal Pradesh, na República da Índia. Em um regulamento promulgado em 3 de agosto de 2007, o governo chinês declarou que após 1 de setembro de 2007, "[nenhum] Buda vivo [pode ser reencarnado] sem a aprovação do governo, desde a dinastia Qing, quando o sistema de Buda vivo foi estabelecido." O Panchen Lama nomeado pelo governo da China é rotulado de falso por aqueles que consideram o esforço do governo chinês para controlar a religião organizada como contraditório à Declaração Universal dos Direitos Humanos e outros princípios éticos. Exemplos de controles políticos exercidos sobre a religião em 1998 incluem: cotas sobre o número de monges para reduzir a população espiritual; denúncia forçada do Dalai Lama como líder espiritual; a expulsão de monges não aprovados de mosteiros; recitação forçada de textos patrióticos em apoio à China; restrição do estudo religioso antes dos 18 anos. Monges que comemoravam a recepção da Medalha de Ouro do Congresso dos Estados Unidos pelo Dalai Lama foram detidos pela República Popular da China. Em novembro de 2012, o Comissário dos Direitos Humanos das Nações Unidas instou a China a abordar as alegações de violações dos direitos no Tibete; as violações levaram a uma escalada alarmante de formas "desesperadas" de protesto na região, incluindo autoimolações, como evidencia o relatório da Anistia Internacional relatando violações na Região Autónoma Uigur de Xinjiang e em áreas povoadas no Tibete.

#### Islão
Desde 2014, os Uigures em Xinjiang têm sido afectados por controlos e restrições extensivos que o governo chinês tem imposto às suas vidas religiosas, culturais, económicas e sociais.
Conforme a Amnistia Internacional, em Xinjiang, desde 2017, um milhão ou mais de Uigures, Cazaques e outros povos predominantemente muçulmanos foram arbitrariamente detidos sem julgamento e sujeitos a doutrinação política e assimilação cultural forçada em centros de "transformação-educação". A documentação dos abusos é bastante difícil devido à falta de dados disponíveis publicamente e a restrições chinesas  no acesso à região. Apesar de terem inicialmente negarem a existência dos campos, as autoridades descreveram-nos mais tarde como centros de "formação profissional". Imagens de satélite indicaram que um número crescente de campos continuou a ser construído.
Em Julho de 2019, anota Nick Cohen, o Paquistão, a Arábia Saudita, o Egipto, os Emirados Árabes Unidos, a Argélia e outros Estados de maioria muçulmana que se declaram defensores da fé islâmica ajudaram a bloquear uma moção ocidental nas Nações Unidas apelando à China para permitir a entrada de observadores internacionais independentes na região de Xinjiang.

### Sistema de Crédito Social
O Sistema de Crédito Social (ou, numa outra tradução possível, Sistema de Confiança Social) é uma lista negra nacional a ser desenvolvida pelo governo da República Popular da China, sob a administração do Secretário Geral do PCC,  Xi Jinping.  Foi introduzido formalmente pelo então Premier chinês, Wen Jiabao, a 20 de Outubro de 2011, durante uma das reuniões do Conselho de Estado. Em 2018, os esforços de inplementação foram centralizados sob o Banco Popular da China, com a participação de oito empresas privadas. Em 2020, pretendia-se uniformizar a avaliação da reputação económica e social dos cidadãos e empresas, ou seja "Crédito Social".

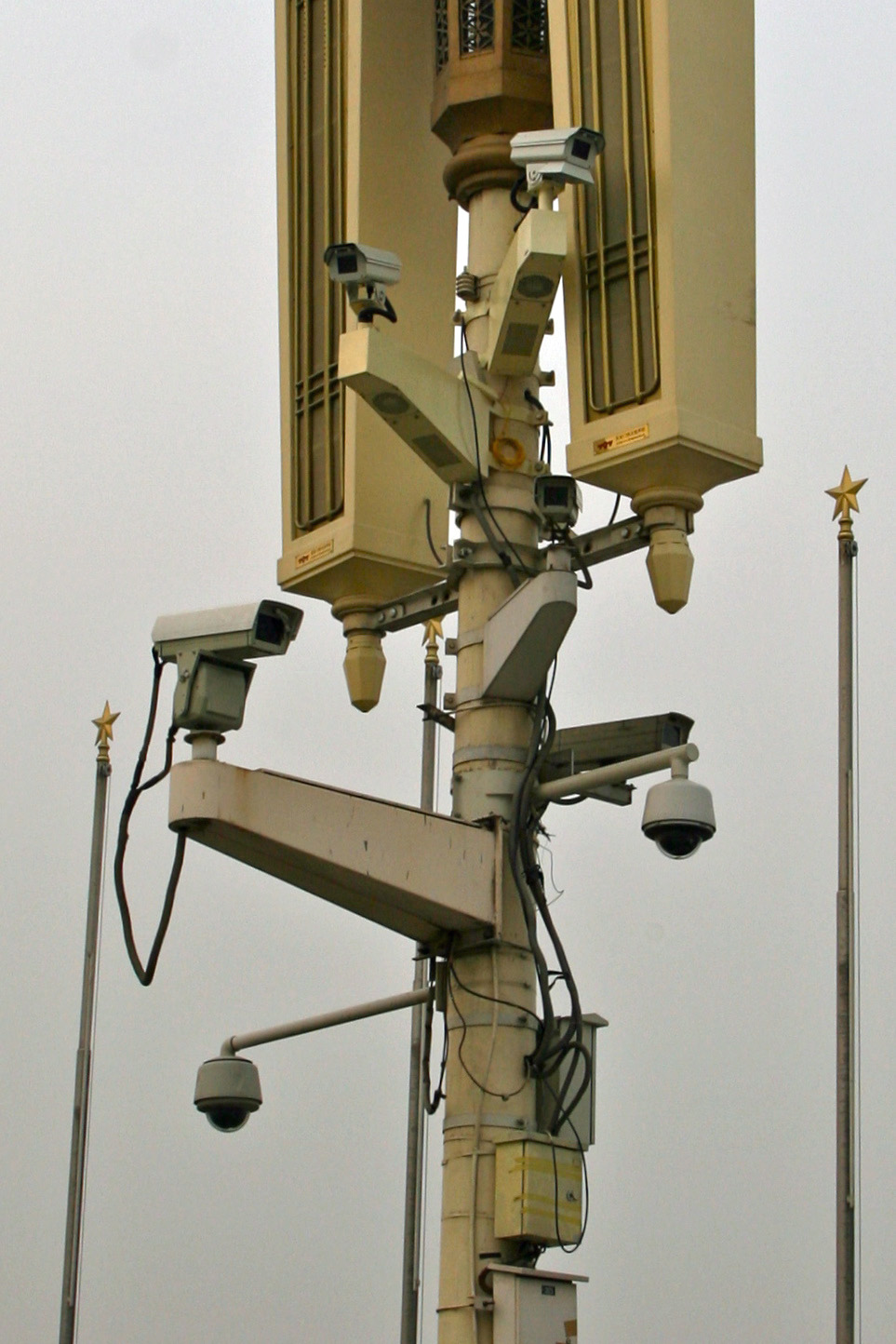
Câmaras de vigilância na Praça Tiananmen (2009). Em 2021, um estudo da Comparitech concluiu que 16 das 20 cidades mais monitorizadas do mundo estão na China.

 A iniciativa do crédito social exige o estabelecimento dum  sistema de registo unificado para indivíduos, empresas e governo, rastreados e avaliados quanto à fiabilidade.
Os relatórios iniciais sugeriam que o sistema utilizava a pontuação numérica como mecanismo de recompensa e punição; relatórios mais recentes sugerem que existem de fato múltiplas e diferentes formas do sistema de crédito social a ser experimentadas.  O sistema de crédito social  está estreitamente relacionado com os sistemas de vigilância de massa da China, tais como a Skynet que incorpora um sistema de reconhecimento facial, tecnologia de análise de megadados, Inteligência Artificial e o Projecto Maven.
O governo chinês afirma que o sistema é uma forma desejável de medir e reforçar a "confiança" a nível nacional e de construir uma cultura de "sinceridade". Assim, "forjará um ambiente de opinião pública onde a manutenção da confiança é gloriosa. Irá reforçar a sinceridade nos assuntos governamentais, a sinceridade comercial, a sinceridade social e a construção da credibilidade judicial ".
À data de 2019, existiam  múltiplos sistemas de "crédito social" na China Continental. Estudiosos  descrevem quatro tipos diferentes de sistemas: o sistema judicial (um sistema de lista negra para indivíduos e organizações desacreditadas), sistema de crédito social municipal, sistema de crédito financeiro do Banco Popular da China (PBOC), e um sistema de classificação de crédito comercial.
Já em 2018, tinham sido impostas algumas restrições aos cidadãos, que os meios de comunicação social estatais descreveram como o primeiro passo para a criação de um sistema de crédito social a nível nacional. A partir de Novembro de 2019, para além do comportamento financeiro desonesto e fraudulento, outros comportamentos que algumas cidades listaram oficialmente como factores negativos de classificação de crédito incluem tocar música alta ou comer durante o  trânsito, violar as regras de trânsito,  falhar na classificação correta do lixo doméstico, fumar em locais proibidos, etc; por outro lado, os comportamentos listados como factores positivos de classificação de crédito inclui a doação de sangue, doação para caridade, voluntariado para serviços comunitários, elogios aos esforços do governo nas redes sociais, e assim por diante.
Os critérios do sistema de crédito social podem variar muito de cidade para cidade. À data de 2021, nada indica que um sistema único abranja já todo o território. Vários diferentes sistemas interpretam a seu modo as orientações e opiniões nacionais gerais, existindo assim uma gama de infrações dependentes dos locais, que podem colocar alguém numa lista negra, depois partilhada com a administração nacional.
Aqueles que atingem um nível de crédito social demasiado baixo devem esperar restrições na vida quotidiana, por exemplo no acesso aos serviços sociais, na procura de emprego e formação. As carreiras no governo e em organizações relacionadas com o governo podem ser dificultadas. Podem ser impedidos de viajar, ter baixa velocidade de Internet, ser excluídos de concursos públicos e ter impostos mais elevados a pagar. Pelo contrario, os cidadãos chineses com uma classificação positiva terão um acesso mais rápido ao crédito ao consumo e receberão um tratamento preferencial em diversos serviços. Como os documentos governamentais afirmam, o Sistema de Crédito Social "permitirá que os dignos de confiança vagueiem por todo a parte  debaixo dos céus, dificultando ao mesmo tempo que os desacreditados dêem um único passo".
O sistema é alvo de muitas críticas. Rachel Botsman, que contudo anota o facto de que sistemas de pontuação pessoal estão presentes no Ocidente há décadas, pensa que o Sistema de Crédito Pessoal chinês é o encontro do mundo do 1984 de George Orwell com os cães de Pavlov.

### Regiões administrativas especiais
As regiões administrativas especiais (RAE) - Macau e Hong Kong - da República Popular da China são um tipo de divisões administrativas a nível provincial da República Popular da China directamente sob o Governo Popular Central. Apesar da relativa autonomia, sempre decrescente, que o Governo Popular Central concede às regiões administrativas especiais, o Congresso Nacional do Povo pode redigir unilateralmente leis em segredo para as regiões administrativas especiais, que não são divulgadas publicamente até serem aprovadas.

#### Hong Kong
O Congresso Nacional Popular da República Popular da China aprovou por unanimidade a Lei de Segurança Nacional de Hong Kong, em 30 de Junho de 2020. Contornando a legislatura da RAE, a lei foi simplesmente acrescentada ao Apêndice III da Lei Básica de Hong Kong, que enumera as leis da República Popular da China que se aplicam na Zona Administrativa Especial. Os crimes estão listados em quatro áreas: secessão, subversão, terrorismo, conluio, que podem ser punidos com uma pena mínima de três anos até à prisão perpétua.

#### Macau
Em 9 de Julho de 2021, em Macau, 21 candidatos ao Parlamento local foram impedidos de participar nas eleições. A Comissão eleitoral do território afirmou que os candidatos  devem defender “a liderança do Partido Comunista Chinês”, sob pena de serem excluídos. A Comissão de Assuntos Eleitorais da Assembleia Legislativa (CAEAL) invocou também a Constituição chinesa,  que estipula  que “a liderança do Partido Comunista da China é a essência do socialismo com características chinesas”.

## Sistema Hukou
O Partido Comunista chegou ao poder no final dos anos 1940 e instituiu uma economia planificado. Em 1958, Mao Zedong, o presidente do Partido Comunista Chinês, adotou um sistema de autorização de residência definindo onde as pessoas podiam trabalhar e classificou os trabalhadores como rurais ou urbanos. Nesse sistema, um trabalhador que pretendesse se deslocar do campo para uma área urbana para exercer um trabalho não agrícola teria que solicitar permissão para fazê-lo por meio das instituições burocráticas competentes. Há incerteza, no entanto, quanto ao grau de estrito cumprimento do sistema. Pessoas que trabalharam fora da região em que foram registradas não se qualificariam para rações de grãos, moradia fornecida pelo empregador ou assistência médica.
Havia controles sobre a educação, emprego, casamento e outras áreas da vida. Uma razão que foi citada para a instituição deste sistema foi o desejo de prevenir o possível caos que seria causado pela previsível urbanização em grande escala. Como parte de um país, de dois sistemas políticos que foi proposta por Deng Xiaoping e aceite pelos governos britânico e português, as regiões administrativas especiais (RAE) de Hong Kong e Macau mantiveram um controle fronteiriço e políticas de imigração separadas com o resto da China. Os cidadãos chineses tiveram de obter permissão do governo antes de serem autorizados a viajar para Hong Kong ou Macau, mas este requisito foi oficialmente abolido para cada região administrativa especial após a respetiva transferência das áreas ao total controle do partido comunista chinês. Desde então, as restrições impostas pelos governos dessas regiões têm sido os principais fatores que limitam as viagens.
Em 2000, o jornal “The Washington Times” relatou que embora os trabalhadores migrantes desempenhem um papel importante na disseminação da riqueza nas aldeias chinesas, eles são tratados como cidadãos de segunda classe por um sistema que é tão discriminatório que foi comparado ao apartheid '. Anita Chan também postula que o sistema de registro familiar e de autorização de residência temporária da República Popular da China criou uma situação análoga ao sistema de cadernetas que foi implementado na África do Sul para controlar o fornecimento e as ações de trabalhadores baratos de grupos étnicos desfavorecidos, bem como para controlar a qualidade e a quantidade de tais trabalhadores. Em 2000, o Centro Tibetano para Direitos Humanos e Democracia alegou que as pessoas descendentes de Han no Tibete têm muito mais facilidade para obter as autorizações necessárias para viver em áreas urbanas do que os tibetanos étnicos.  A abolição desta política foi proposta em 11 províncias, principalmente ao longo da costa oriental desenvolvida. Após um incidente amplamente divulgado em 2003, quando um migrante com formação universitária morreu na província de Guangdong, a lei foi alterada a fim de eliminar a possibilidade de prisão sumária para trabalhadores migrantes. O conferencista de direito de Pequim que expôs o incidente disse que isso significou o fim do sistema hukou: ele acreditava que na maioria das cidades menores, o sistema havia sido abandonado e "quase perdeu sua função" em grandes cidades como Pequim e Xangai.

## Repressão em territórios estrangeiros

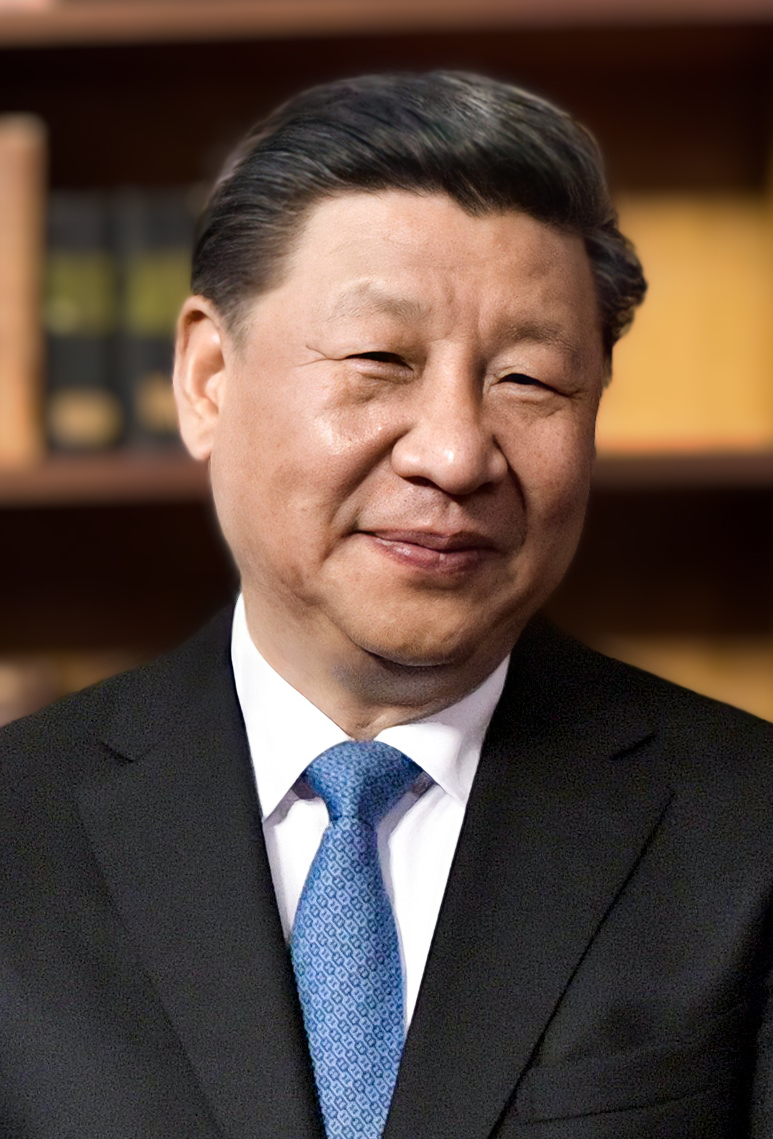
O presidente Xi Jinping advertiu num discurso ao NPC, em 2018, que está pronto a "travar batalhas sangrentas" contra os inimigos da China. Nessa altura, a legislatura suprimiu os limites do mandato da presidência.

O governo da China vigia, persegue, pressiona e ataca, por vezes físicamente, os dissidentes de origem chinesa no mundo inteiro e também por vezes cidadãos de outras nacionalidades, como no caso de  Gui Minhai, um sueco, raptado na Tailândia e levado para a China em Outubro de 2015. Aí, numa "confissão" provavelmente forçada, pediu para ser tratado como cidadão chinês, e que as autoridades suecas não se envolvessem no seu caso. Em 2019, a filha de Minhai, foi avisada por dois homens de negócios ligados à China para parar de defender publicamente o caso do seu pai, se alguma vez o quisesse ver novamente. Esta ameaça foi feita durante uma reunião em Estocolmo, organizada pela embaixadora sueca na China, Anna Lindstedt, que perdeu o seu emprego como embaixadora em resultado da reunião. Minhai foi condenado em Fevereiro de 2020, por um tribunal em Ningbo, a 10 anos de prisão por "fornecer ilegalmente informações ao estrangeiro".
Gui Minhai foi um das cinco editores e livreiros de Hong Kong que subitamente desapareceram em 2015 após a publicação de livros críticos em relação ao governo chinês. Após a sua desaparição na Tailândia, reapareceu nos meios de comunicação estatais chineses em 2016, fazendo uma confissão, aparentemente forçada. de um atropelamento e fuga vários anos antes. Libertado em 2017, foi novamente detido em Janeiro de 2018.
A campanha no estrangeiro contra o Falun Gong e outros ditos adversários da China é descrita em documentos emitidos pelo Gabinete de Assuntos Chineses Ultramarinos da China (State Council’s Overseas Chinese Affairs Office - OCAO). Num relatório de uma reunião de directores da OCAO de 2007 a nível nacional, provincial e municipal, este gabinete declarou que "coordena o lançamento de lutas anti-Falun Gong no estrangeiro". O OCAO exorta os cidadãos chineses no estrangeiro a participar na "implementação e execução resolutas da linha do Partido, dos princípios orientadores do Partido, e das políticas do Partido", e a "expandir agressivamente a luta" contra o Falun Gong, separatistas étnicos, e ativistas independentes de Taiwan no estrangeiro. Outros órgãos do partido e do Estado que se acredita estarem envolvidos na campanha no estrangeiro incluem o Exército de Libertação do Povo, entre outros.
A Human Rights Watch afirma que a China tenta restringir a liberdade académica no estrangeiro. Em Fevereiro de 2020, o consulado chinês em Toronto, Canadá, disse aos estudantes da Universidade McMaster que deviam notificar o consulado dos académicos presentes num evento sobre a repressão em Xinjiang. Em várias universidades na Austrália, em Agosto, estudantes pró-Pequim tentaram silenciar pela força outros estudantes que se manifestavam pacificamente em apoio do movimento democrático de Hong Kong; houve incidentes semelhantes na Europa, Nova Zelândia, e nos EUA.
Em 2020, o Canadian Security Intelligence Service (CSIS)  afirmou publicamente no The Globe and Mail que a China está a usar ameaças e intimidação contra membros da comunidade chinesa do Canadá, e suas famílias na China, táticas usadas na Operation Fox Hunt (Operação Caça à Raposa) lançada por Xi Jinping em 2014. O CSIS disse que "essas táticas também podem ser usadas como cobertura para silenciar dissidentes, pressionando oponentes políticos e instilando um medo geral do poder do Estado, não importa onde a pessoa esteja localizada".